# Nezumia merretti
 Nezumia merretti és una espècie de peix de la família dels macrúrids i de l'ordre dels gadiformes.

## Morfologia
- Els mascles poden assolir 24,5 cm de llargària total.[4]

## Hàbitat
És un peix d'aigües profundes que viu entre 853-886 m de fondària.

## Distribució geogràfica
Es troba a Austràlia Occidental.